# Po upadku. Sceny z życia nomenklatury
Po upadku. Sceny z życia nomenklatury – polski film obyczajowy z 1989 roku w reżyserii Andrzeja Trzosa-Rastawieckiego, zrealizowany na podstawie powieści Tadeusza Siejaka Próba.

## Obsada
- Zbigniew Zapasiewicz – Roman Ratajczak
- Barbara Sołtysik – Anna Ratajczak, żona Romana
- Kazimierz Kaczor – Jan Soloch, sekretarz wojewódzki Polskiej Zjednoczonej Partii Robotniczej
- Olga Sawicka – Maria, sekretarka Solocha
- Anna Nehrebecka – Maryla Nowacka, kobieta płacząca w gabinecie Ratajczaka
- Jerzy Bończak – Wiśniewski, zastępca Solocha
- Marek Kondrat – kapitan MO Korczak, nadzorujący śledztwo w sprawie śmierci Ratajczaka
- Henryk Talar – dziennikarz Henio
- Stanisław Brudny – sanitariusz
- Ryszard Kotys – dyrektor Rozpuda
- Olaf Lubaszenko – Piotr Ratajczak, syn Anny i Romana
- Piotr Dejmek – prokurator
- Michał Anioł – milicjant aresztujący Piotra
- Bogusław Augustyn – tajniak aresztujący Piotra
- Anna Chitro – asystentka dziennikarza Henia
- Jacek Domański – sanitariusz Romek
- Marek Frąckowiak – milicjant przy przesłuchaniu sanitariusza
- Anna Gornostaj – recepcjonistka Halinka
- Piotr Grabowski – mężczyzna w lokalu
- Beata Maj – dziewczyna przy barze
- Alicja Jachiewicz – kierowniczka recepcji
- Eugeniusz Korczarowski – Wąsaty, kierownik hotelu
- Maciej Kozłowski – uczestnik narady
- Sylwester Maciejewski – uczestnik polowania
- Jowita Budnik – córka Ratajczaków
- Kazimierz Mazur – obsługujący przyjęcie po polowaniu
- Bogusław Sar – tajniak aresztujący Piotra
- Henryk Łapiński – głos Wąsatego

## Plenery
- Kalisz, Bełchatów, Grodzisk Mazowiecki.